# XMMS
XMMS fue un reproductor de archivos de audio para entornos Unix (léase GNU/Linux, *BSD, entre otros). Su nombre se debe a las siglas de X MultiMedia System.
El desarrollo de XMMS inició en 1997 como una alternativa libre de WinAmp. Ya que no corría sobre Windows sino sobre el entorno de ventanas de Unix (denominado X11) se bautizó como X11amp. En noviembre de ese año fue liberada al público la primera versión. Entre 1997 y 1999 se crearon cinco versiones del reproductor, hasta que en este año[¿cuándo?] se creó la primera versión estable en la que el programa pasó a denominarse XMMS.

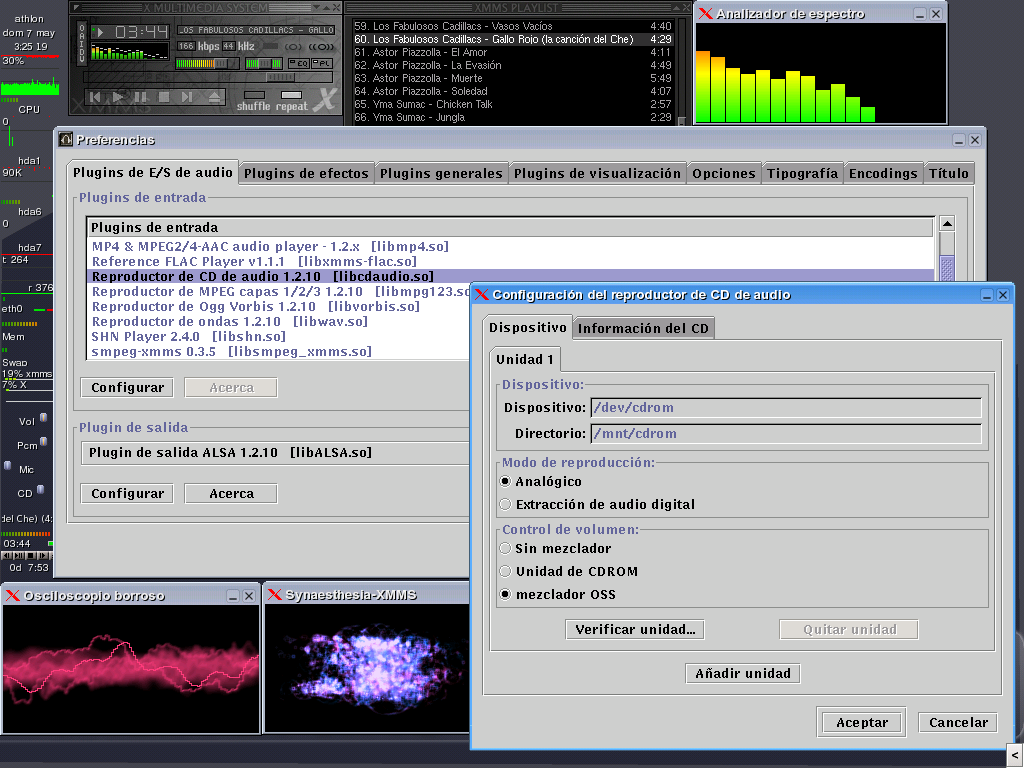
Ventana de configuración de plugins de entrada de XMMS y efectos de visualización.

Los formatos que XMMS reproduce mediante sus plugins son: MP3, OGG, WAV, WMA, FLAC, MPG, MP4 y SHN, entre otros. La última versión estable es la 1.2.11 del 16 de noviembre de 2007, lanzado justamente 1211 días después de su anterior versión.
Debido a que el desarrollo de XMMS se ha suspendido y aún emplea la versión uno (1.x) de las bibliotecas GTK+, que son consideradas obsoletas por muchos desarrolladores y usuarios, existen varios forks o bifurcaciones de este programa tales como XMMS2, Beep Media Player y BMPx, aunque este último comparte muy poco código fuente con el XMMS original.